# 金陽県
金陽県（きんよう-けん、四川彝語: ꏠꑸꑤ）は中華人民共和国四川省涼山イ族自治州西南部に位置する県。

## 行政区画
- 鎮:天地壩鎮、派来鎮、芦稿鎮、対坪鎮、南瓦鎮、百草坡鎮、洛覚鎮、徳渓鎮、丙底鎮
- 郷:熱水河郷、甲依郷、基覚郷、小銀木郷、青松郷、山江郷

## 健康・医療・衛生
- 金陽県人民医院